# Obádovics J. Gyula
Obádovics József Gyula (Baja, 1927. március 3. –) matematikus, természettudományi és műszaki doktor, a matematikai tudományok kandidátusa. A Gödöllői Agrártudományi Egyetem volt tanszékvezető egyetemi tanára, a Scolar Kiadó társalapítója. 32 könyv, 30 egyetemi jegyzet, 52 tudományos publikáció szerzője. A magyar számítástechnika-oktatás egyik megteremtője. Országszerte ismert fogalommá vált összefoglaló és gyakorló kézikönyv jellegű, nemzedékek által használt és rengeteg kiadást megért, Matematika c. közép- és felsőfokú ismereteket tárgyaló matematika-tankönyvéről, amelyet csak „az Obádovics” néven emlegetnek.
Fikciós műveket is alkot, Sámán Simon álnéven (édesanyja vezetéknevén). Nyugalomba vonulása után Julius J. Coach néven erotikus regényeket is megjelentetett.

## Élete
Nagyapjának 12 hold földje volt, de a családot az nem tartotta el, ezért 14 évesen már pénzt keresett. A bajai Líceum és Tanítóképzőbe járt, ahol sokat verselt, de latin- és görögérettségi nélkül nem lehetett a PPT Bölcsészkarán irodalom szakos, így került az egyetemen a fizika–matematika szakra.
Egyetemi tanulmányait rendkívüli hallgatóként kezdte 1945-ben, a Pázmány Péter Tudományegyetemen. Olyan kiváló professzorok óráit hallgatta, mint például Fejér Lipót, Riesz Frigyes, Kerékjártó Béla, Szász Pál, Turán Pál, Fejes Tóth László, Rényi Alfréd. Itt szerzett 1950-ben matematika–fizika szakos tanári diplomát. Szaktárgyai mellett – érdeklődési körének megfelelően – filozófiai, logikai, lélektani, etikai, didaktikai, tantervelméleti, iskolaszervezettani, társadalomtudományi előadásokat is hallgatott. A Miskolci Egyetem matematikai tanszékén volt adjunktus, majd docens. Kidolgozta a számítástechnika és a numerikus módszerek tananyagát. Az Országos Vezetőképző Központ Számítástechnikai Osztályának vezetője, majd megszervezte a MÜM Számítástechnikai Intézetét, s annak igazgatója lett. A vezetők számítástechnikai képzésében először alkalmazták a számítógépes interaktív vezetői játékokat. A GATE Mezőgazdasági Gépészmérnöki Kar matematikai és számítástechnikai intézetének igazgatója és a matematikai tanszék tanszékvezető egyetemi tanára. 1986-ban a kar ötödéves hallgatói „kiváló tanár”-nak választották, és Aranygyűrűvel tüntették ki. 1988-tól nyugalmazott egyetemi tanár. 1996-tól az OM megbízásából számítástechnikai vizsgabizottsági elnöki teendőket lát el, valamint felsőfokú tanfolyamokon matematikát oktat. 14 évig szervezte a főiskolások és egyetemi hallgatók Hajós György matematikai versenyét. 2003-ban megkapta a Magyar Köztársasági Érdemrend lovagkeresztjét és 2018-ban a Magyar Érdemrend Középkeresztje kitüntetést.
Hobbija a kertészkedés, a horgászás, versek és novellák írása. Jelenleg Balatonszárszón él feleségével. Tizenhárom unokája és tizennyolc dédunokája van, három lánya szintén matematikával foglalkozik. Egyik unokája, Érsek-Obádovics Mercédesz színésznő.
1948-ig atletizált és szertornázott, 2024-ben pedig 97 évesen a százméteres síkfutás korosztályos országos bajnoka lett.
Obádovics önmagát bunyevácnak vallja, magyarul csak az óvodában tanult meg. Egyik célja a bunyevácok Magyarországon önálló nemzeti kisebbségként történő újbóli bejegyzése. Ő a Bunyevác Kulturális Intézet Alapítvány létrehozója. A 2011. évi népszámlálás alkalmával is felszólította a magyarországi bunyevácokat, hogy vállalják nemzeti identitásukat, s az elmúlt évszázadok hazai közéletének és statisztikáinak megfelelően ne horvátnak vallják magukat. Ennek nyomán felháborodással fogadta, hogy a bunyevác kisebbséget ezúttal sem ismerték el és a horvát kisebbségi önkormányzat meggátolja ennek létrejöttét.

## Főbb művei
- Matematika (10. kiadás, 1978, Budapest, Műszaki Könyvkiadó)
- Matematika (21. kiadás, 2019, Budapest, Scolar Kiadó)
- Numerikus módszerek és programozásuk (1975, Budapest, Tankönyvkiadó)
- Felsőbb matematika (társszerző: Szarka Zoltán) (3. kiadás, 2009, Budapest, Scolar Kiadó)
- Felsőbb matematikai feladatgyűjtemény (3. kiadás, 2011, Budapest, Scolar Kiadó)
- Lineáris algebra példákkal (2010, Budapest, Scolar Kiadó)
- Valószínűségszámítás és matematikai statisztika (5. kiadás, 2003, Budapest, Scolar Kiadó)
- Mátrixok és differenciálegyenlet-rendszerek (2005, Budapest, Scolar Kiadó)
- Életem. Hiszek a végtelenben; Scolar, Bp., 2017

### Álnéven
- Sámán Simon: Egy tizenéves vallomásai. Versek; Scolar, Bp., 1999
- Julius J. Coach: Kollégiumi esték. Szünidei szerelmek; magánkiadás, Bp., 2007
- Julius J. Coach: Lánynak lenni veszélyes; Scolar, Bp., 2010
- Julius J. Coach: Nonstop szerelem. Naplóregény; Scolar, Bp., 2012

## Díjai, elismerései
- A Magyar Köztársasági Érdemrend lovagkeresztje (2003)
- A Magyar Érdemrend középkeresztje (2018)[7]